# イワタケ
イワタケ（岩茸・石茸、学名: Umbilicaria esculenta）は、深山の岩壁に着生する地衣類の一種。東アジアの温帯に分布し、中国、朝鮮、日本では山菜、生薬として利用する。

## 名称
標準和名のイワタケ（岩茸）は、岩に生えるキノコという意味であるが、キノコ（菌類）ではなく地衣類で、菌類と藻類が合同で作った一見キノコのように見える葉状体の姿に由来する。
中国語では、「石耳」（シーアル shí'ér）という。地方名に「石木耳」（陝西省）、「岩菇」（江西省）、「地木耳」（貴州省）、石壁花などがある。韓国語では「석이」（ソギ、石耳）という。
日本の地方名にイワガシャー（長野県上伊那郡）、タケキノコ（岳茸。長野県北安曇郡）、イワナバ（鹿児島県肝属郡）がある。

## 生態

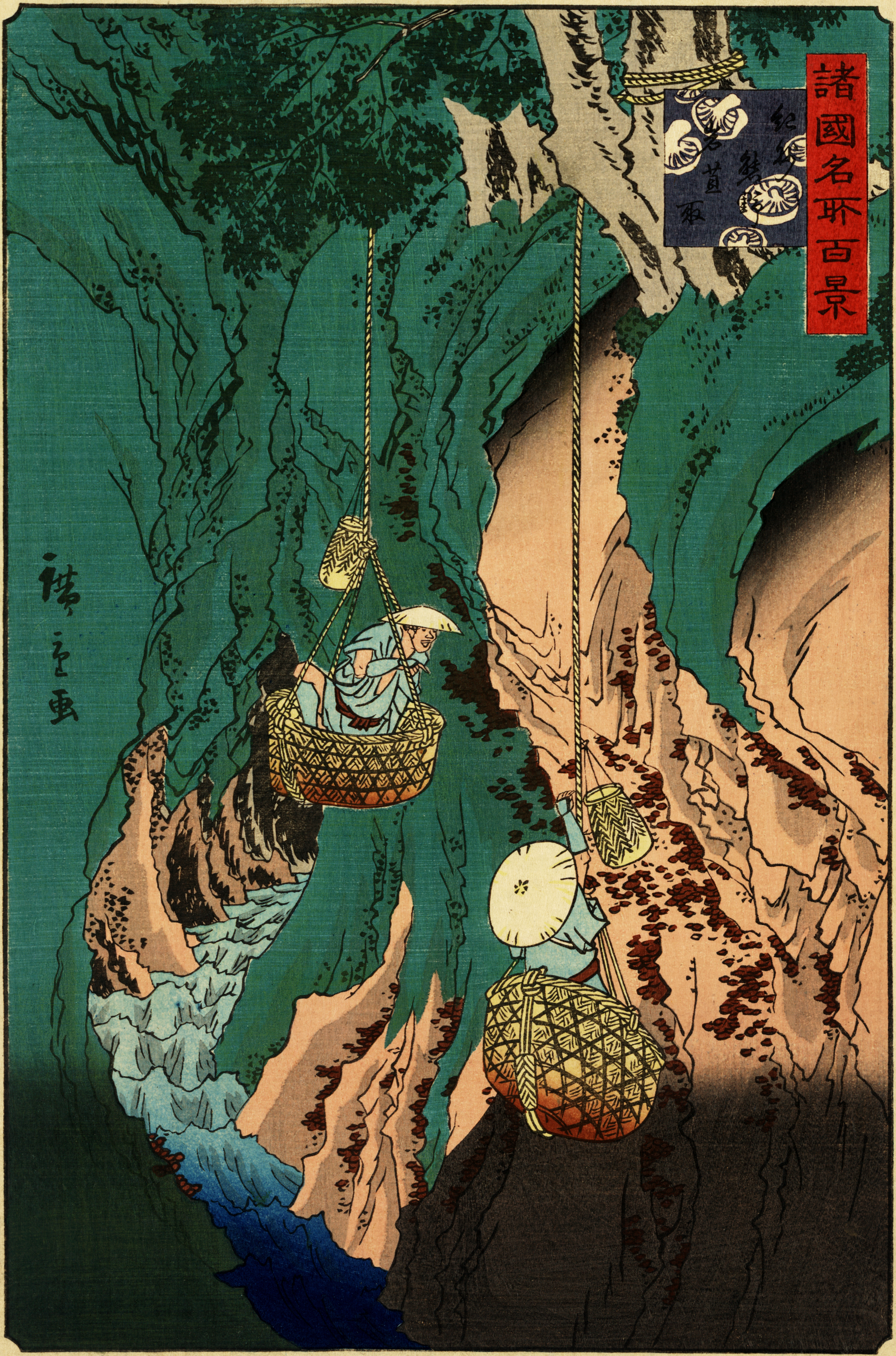
二代目歌川広重『諸国名所百景』「紀州熊野岩茸取」

葉状体の大きさが径数センチメートル (cm) から10 cmほどの偏平な葉状地衣類で、最大30 cmになる。上面は灰色、下面は黒くとげ状の毛が密生する。裏面の中央部にサンゴ状に枝分かれした突起があり、ここで岩に固着する。革状で、乾燥するともろい。

## 分布
東アジアの温帯（日本では北海道から九州まで）の日当たりがよい岩壁に分布する。比較的低山の石英質の岩石からなる断崖に発生する。中国では江西省、安徽省、浙江省が主産地で、廬山、黄山、九華山などの観光地として知られる山で、特産品として扱われている。特に廬山では「石魚」(ヨシノボリの同属種)、「石鶏」(スピノーザトゲガエル)と共に「三石」と称され、名産品となっている。雪などの影響がなければ年中採取できるが、断崖絶壁等の採取が困難な場所に生育するため採取には多大な労力を要する。

## 利用

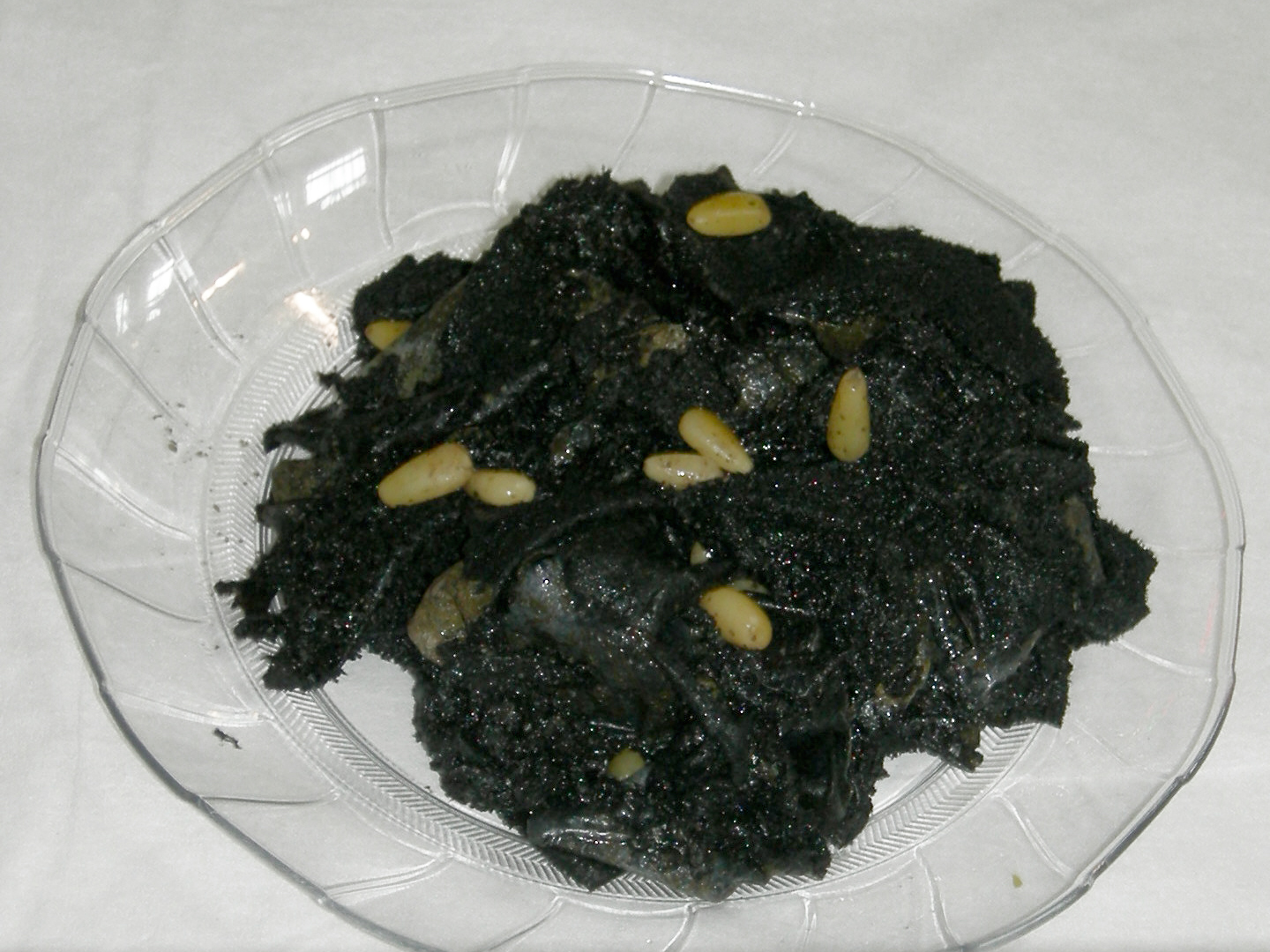
韓国風のイワタケと松の実の炒め物

成長が1年でわずか1ミリメートル (mm) 程度と非常に遅いため1キログラム (kg) で1万円以上の値がつくほど高価である。中国では、江西料理や安徽料理で、炒め物、煮物、シロップ煮などに使われる。日本では、昔から高級な珍味として食用にされ、ゆでて酢の物などにして食べることが多い。味は余りないので、調味料でしっかり味をつけるのが普通である。長野県北相木村には、味付けしたイワタケを餡にした「岩茸まんじゅう」というものがある。
乾物として流通しているので、まず塩を少し加えたぬるま湯に付けて戻し、もみ洗いして細かい砂を洗い落とす。裏側の毛があると食感が悪いので、こすり落とす。
中国では生薬としても利用される例がある。『日用本草』では「性寒、味甘、無毒」とし、「清心、養胃、止血」の効能があるとしている。慢性気管炎に有効との報告もある。成分として、ギロホール酸、レカノール酸を含む事が知られている。
広重の浮世絵にあるように、その採取は古来より大変危険なものであり、しばしば転落事故などで命を落とすものも多かった。大分県には『吉作落とし』と呼ばれる悲劇的な民話が残っている。